# Гоги Иванов
Георги (Гоги) Иванов (Ивановски) е български крушевски революционер, деец на Вътрешната македоно-одринска революционна организация.

## Биография
Ивановски е роден в Крушево. Привлечен е към ВМОРО и към 1901 година е член на терористичната група на Крушевския революционен комитет. В 1902 година става нелегален вследствие на Крушевската афера. В 1903 година Ивановски е четник при Ангел Докурчев и Иван Наумов Алябака взима участие в Илинденско-Преображенското въстание.
По случай 15-ата годишнина от Илинденско-Преображенското въстание, през Първата световна война е награден с орден „За военна заслуга“, VI степен за заслуги към постигане на българския идеал в Македония.